# Lunana (plaats)
Lunana (Dzongkha: ལུང་ནག་ན) is een afgelegen dorp in het noordwesten van Bhutan. Het is de hoofdplaats van de gewog Lunana, in het district Gasa.
De film Lunana, die in 2022 was genomineerd voor een Oscar voor beste internationale film, speelt zich (grotendeels) af in de plaats.